# La pupa e il secchione (terza edizione)
La terza edizione del reality show La pupa e il secchione (dal titolo La pupa e il secchione e viceversa) è andata in onda ogni martedì in prima serata su Italia 1 dal 7 gennaio al 18 febbraio 2020 per sei puntate con la conduzione di Paolo Ruffini e con la partecipazione di Francesca Cipriani.
L'edizione è stata caratterizzata da diverse novità rispetto alle prime due andate in onda nel 2006 e nel 2010: tra i concorrenti sono stati inseriti i Viceversa, ovvero alcune concorrenti donne che fanno la parte delle secchione e alcuni concorrenti uomini che fanno la parte dei pupi; le coppie di questa edizione inoltre cambiano all'inizio di ogni puntata in seguito alla possibilità, da parte delle pupe o dei secchioni, di cambiare il proprio partner. Il programma è inoltre stato trasmesso in una modalità differente rispetto al passato: è stata abbandonata la striscia quotidiana e la puntata settimanale in diretta in studio con il pubblico a favore di puntate settimanali registrate editate in maniera simile ai docu-reality, rendendo di fatto il programma più simile all'originale format statunitense. Come sigla dell'edizione è stata utilizzata la canzone Basket Case dei Green Day.
L'edizione è stata vinta dai Viceversa Maria Assunta Scalzi e Stefano Beacco, che si sono aggiudicati il montepremi di 20 000 €.

## Concorrenti
L'età dei concorrenti si riferisce al momento dell'ingresso nella villa.

### Le pupe e i secchioni
| Le Pupe                     | Le Pupe | Le Pupe               | Le Pupe          | Le Pupe              |
| Nome                        | Età     | Professione           | Luogo di nascita | Stato                |
| --------------------------- | ------- | --------------------- | ---------------- | -------------------- |
| Stella Manente              | 27 anni | Modella               | Mestre           | Seconda classificata |
| Marina Evangelista          | 26 anni | Ballerina             | Palmi            | Terza classificata   |
| Angelica Preziosi           | 27 anni | Fotomodella           | Roma             | Eliminata            |
| Carlotta Cocina             | 24 anni | Modella               | Roma             | Squalificata         |
| Martina Di Maria            | 24 anni | Ragazza immagine      | Roma             | Eliminata            |
| Martina Fusco               | 18 anni | Indossatrice          | Napoli           | Eliminata            |
| I Secchioni                 |         |                       |                  |                      |
| Nome                        | Età     | Professione           | Luogo di nascita | Stato                |
| Alessandro Santagati        | 32 anni | Maestro di scacchi    | Catania          | Secondo classificato |
| Dario Massa                 | 26 anni | Game designer         | Napoli           | Terzo classificato   |
| Giovanni Boni               | 18 anni | Studente              | Reggio Emilia    | Eliminato            |
| Giovanni Tobia De Benedetti | 23 anni | Latinista             | Imperia          | Squalificato         |
| Lorenzo De Lauretis         | 28 anni | Ingegnere Informatico | L'Aquila         | Eliminato            |
| Raffaello Mazzoni           | 30 anni | Ricercatore medico    | Bologna          | Eliminato            |

### I pupi e le secchione (I Viceversa)
| I Pupi                  | I Pupi  | I Pupi                      | I Pupi           | I Pupi     |
| Nome                    | Età     | Professione                 | Luogo di nascita | Stato      |
| ----------------------- | ------- | --------------------------- | ---------------- | ---------- |
| Stefano Beacco          | 26 anni | Spogliarellista             | Milano           | Vincitore  |
| Mariano Catanzaro       | 26 anni | Ex tronista                 | Napoli           | Eliminato  |
| Marco Sarra             | 26 anni | Modello                     | Novara           | Eliminato  |
| Le Secchione            |         |                             |                  |            |
| Nome                    | Età     | Professione                 | Luogo di nascita | Stato      |
| Maria Assunta Scalzi    | 25 anni | Filologa                    | Crotone          | Vincitrice |
| Florencia Lourdes Genna | 34 anni | Professoressa di matematica | San Martín       | Eliminata  |
| Sandra Maestri          | 34 anni | Agronoma                    | Codigoro         | Eliminata  |

## Dettaglio delle puntate

### Prima puntata
- Data: 7 gennaio 2020
- Ospiti: Valeria Marini, Alessandro Cecchi Paone, Gherardo Fedrigo "Barù" Gaetani dell'Aquila d'Aragona
- Coppie: Durante la prima puntata si formano le coppie, determinate dalle pupe che scelgono autonomamente i propri secchioni. Per quanto riguarda i Viceversa spetta invece alle secchione indicare i propri pupi.

| Pupa/o     | Secchione/a  | Esito     |
| ---------- | ------------ | --------- |
| Marina     | Massa        | Salvi     |
| Carlotta   | De Benedetti | Salvi     |
| Angelica   | Mazzoni      | Salvi     |
| Martina    | Santagati    | Salvi     |
| Stella     | De Lauretis  | Salvi     |
| Genna      | Mariano      | Salvi     |
| Stefano    | Scalzi       | Salvi     |
| Martina F. | Boni         | Eliminati |

### Seconda puntata
- Data: 14 gennaio 2020
- Ospiti: Michele Mirabella, Giorgio Mastrota, Alessandra Mussolini
- Coppie: In seguito al mescolamento delle coppie avvenuto all'inizio della seconda puntata, in cui le pupe hanno potuto cambiare il proprio secchione, le coppie sono così formate:

| Pupa/o   | Secchione/a  | Esito     |
| -------- | ------------ | --------- |
| Carlotta | Massa        | Salvi     |
| Martina  | De Benedetti | Salvi     |
| Stella   | Mazzoni      | Salvi     |
| Angelica | Santagati    | Salvi     |
| Marina   | De Lauretis  | Salvi     |
| Stefano  | Scalzi       | Salvi     |
| Genna    | Mariano      | Eliminati |

### Terza puntata
- Data: 21 gennaio 2020
- Ospiti: Barbara Alberti, Giampiero Mughini, Giulia Salemi, Christian Fregoni
- Coppie: In seguito al mescolamento delle coppie avvenuto all'inizio della terza puntata, in cui i secchioni hanno potuto cambiare la propria pupa, le coppie sono così formate:

| Pupa/o   | Secchione/a  | Esito     |
| -------- | ------------ | --------- |
| Carlotta | De Benedetti | Salvi     |
| Stefano  | Scalzi       | Salvi     |
| Marina   | Massa        | Salvi     |
| Angelica | Mazzoni      | Salvi     |
| Stella   | Santagati    | Salvi     |
| Martina  | De Lauretis  | Eliminati |

### Quarta puntata
- Data: 28 gennaio 2020
- Ospiti: Roberto Giacobbo, Alba Parietti, Mark the Hammer, Roberta Carluccio, Daniela Del Secco d'Aragona
- Coppie: Le coppie della quarta puntata sono le stesse della puntata precedente ed entrano a far parte del gioco la coppia dei viceversa Marco e Maestri.

| Pupa/o   | Secchione/a  | Esito     |
| -------- | ------------ | --------- |
| Stefano  | Scalzi       | Salvi     |
| Carlotta | De Benedetti | Salvi     |
| Marina   | Massa        | Salvi     |
| Angelica | Mazzoni      | Salvi     |
| Stella   | Santagati    | Salvi     |
| Marco    | Maestri      | Eliminati |

### Quinta puntata -Semifinale
- Data: 11 febbraio 2020
- Ospiti: Aldo Busi, Youma Diakite
- Coppie: Le coppie della quinta puntata sono le stesse della puntata precedente. A seguito della squalifica della coppia formata da Carlotta e De Benedetti, rientra in gioco la coppia eliminata alla fine della quarta puntata.

| Pupa/o   | Secchione/a  | Esito                  |
| -------- | ------------ | ---------------------- |
| Stefano  | Scalzi       | Salvi                  |
| Marina   | Massa        | Salvi                  |
| Angelica | Mazzoni      | Salvi                  |
| Stella   | Santagati    | Salvi                  |
| Marco    | Maestri      | Ripescati ed eliminati |
| Carlotta | De Benedetti | Squalificati           |

### Sesta puntata -Finale
- Data: 18 febbraio 2020
- Ospiti: Maria Monsè, Giorgio Mastrota, Sandra Milo, Alessandro Cecchi Paone
- Coppie: Le coppie della sesta puntata sono le stesse della puntata precedente.

| Pupa/o   | Secchione/a | Esito                 |
| -------- | ----------- | --------------------- |
| Stefano  | Scalzi      | Vincitori             |
| Stella   | Santagati   | Secondi classificati  |
| Marina   | Massa       | Terzi classificati    |
| Angelica | Mazzoni     | Eliminati alla finale |

## Ascolti
| Puntata                                        | Messa in onda    | Telespettatori | Share  |
| ---------------------------------------------- | ---------------- | -------------- | ------ |
| 1                                              | 7 gennaio 2020   | 2 565 000      | 13,10% |
| 2                                              | 14 gennaio 2020  | 2 179 000      | 11,00% |
| 3                                              | 21 gennaio 2020  | 1 808 000      | 9,30%  |
| 4                                              | 28 gennaio 2020  | 1 636 000      | 8,30%  |
| Semifinale                                     | 11 febbraio 2020 | 1 563 000      | 8,30%  |
| Finale                                         | 18 febbraio 2020 | 1 642 000      | 8,80%  |
| Media                                          | Media            | 1 899 000      | 9,80%  |
| La pupa e il secchione e viceversa - Riassunto | 4 febbraio 2020  | 746 000        | 3,03%  |